# Gare de Maputo
La gare de Maputo (en portugais : Estação Ferroviária de Maputo), aussi appelée Estação Central dos Caminhos de Ferro (« gare centrale des chemins de fer »), est une gare ferroviaire située à Maputo, la capitale du Mozambique.
Elle est administrée par Portos e Caminhos de Ferro de Moçambique, l'entreprise ferroviaire publique mozambicaine, et située sur la ligne CFM Sul, qui relie le pays à l'Afrique du Sud, à l'Eswatini et au Zimbabwe. Elle a été construite de 1908 à 1916 dans le style Beaux-Arts. Largement reconnue pour sa valeur esthétique, la gare a été classée par des publications internationales comme l'une des plus belles du monde.

## Situation ferroviaire
La gare de Maputo est située en tête des lignes de Goba (vers le Swaziland), du Limpopo (vers le Zimbabwé) et de Ressano Garcia (de) (vers l'Afrique du Sud).

## Histoire
La première gare de Maputo, alors connue sous le nom de Lourenço Marques, était une modeste structure, construite en bois et en zinc, et inaugurée en 1895 par Paul Kruger, président de la République sud-africaine,. Les projets de construction de la gare actuelle datent de 1904,. Caminhos de Ferro de Moçambique, l'entreprise publique supervisant les chemins de fer du Mozambique portugais, finance à hauteur 400 000 $ la construction de la nouvelle gare dans son budget 1906-1907. Les premiers plans sont élaborés par Mario Veiga, architecte travaillant à la Direction des travaux publics, conjointement avec Alfredo Augusto Lisboa de Lima,. En 1906, les plans et le budget sont soumis au gouvernement portugais pour approbation. Là, des changements importants sont apportés aux plans. Les plans définitifs prévoyaient un bâtiment inspiré architecturalement du terminus principal de Johannesburg, mais avec une façade plus grandiose,.
Le long quai de gare métallique est inauguré le 19 mars 1907,,. La construction du bâtiment débute en 1908. Le projet est supervisé par la société Buccellato e Irmão. La gare, construite en briques cuites et en ciment, est inaugurée le 19 mars 1910, lors d'une cérémonie informelle en présence du gouverneur général Alfredo Augusto Freire de Andrade,,. Les travaux reprennent en 1913 avec le projet d'orner la façade et de construire le dôme. Celui-ci, souvent attribué à tort à Gustave Eiffel,, a en fait été conçu par José Ferreira da Costa, et exécuté par l'entreprise Evans & Ploughs basée à Johannesburg. Sa construction a été réalisée en Afrique du Sud, plutôt qu'au Royaume-Uni, en raison des difficultés imposées par la Première Guerre mondiale en cours. L'ornementation de la façade du bâtiment a été conçue et réalisée par Pietro Buffa Buccellato. La deuxième phase de construction, y compris le nouveau dôme et la façade, a été achevée en 1916,.
Le 19 mars 2010, la Gare Centrale a célébré son centenaire lors d'une cérémonie en présence du président Armando Guebuza. Une plaque commémorative de l'événement a été dévoilée et le président a lancé une campagne intitulée « O Património É Nosso » (en portugais : « Le patrimoine est à nous ») pour promouvoir la préservation des biens publics historiques. En 2015, un musée ferroviaire a été ouvert à la gare. Il contient des expositions et des offres de restauration, de la musique et d'autres événements sont organisés.

## Architecture
Les plans initiaux de la gare centrale s'inspiraient de l'ancien terminus central de Johannesburg, en Afrique du Sud, mais prévoyaient que la gare ait une façade plus grandiose,. Le bâtiment est de style néoclassique Beaux-Arts. Au centre de la grande façade de la gare se trouve une grande arche surmontée du plus grand des trois dômes du bâtiment. Le dôme central semi-sphérique recouvert de cuivre porte la hauteur du bâtiment à 51 m,. Les deux côtés symétriques du bâtiment relient la tour principale aux tours latérales en forme de dôme du bâtiment à travers des vérandas du deuxième étage. Les éléments ornementaux, notamment les piliers en marbre et les treillis en fer forgé, contribuent à son esthétique.

### Reconnaissance
En 2009, le magazine américain Newsweek a classé la gare no 7 sur une liste des « Gares aussi grandioses que le voyage », et la décrit comme « probablement » le plus beau terminus d' Afrique. En 2011, le magazine de voyage américain Travel + Leisure l'a classée dans la liste des 14 plus belles gares du monde,,. En 2016, la gare figurait sur une liste de neuf belles gares publiée par The Financial Express, un journal économique indien.

## Dans la culture populaire
La gare de Maputo apparaît dans le film germano-américain de 2006 Blood Diamond.

## Galerie

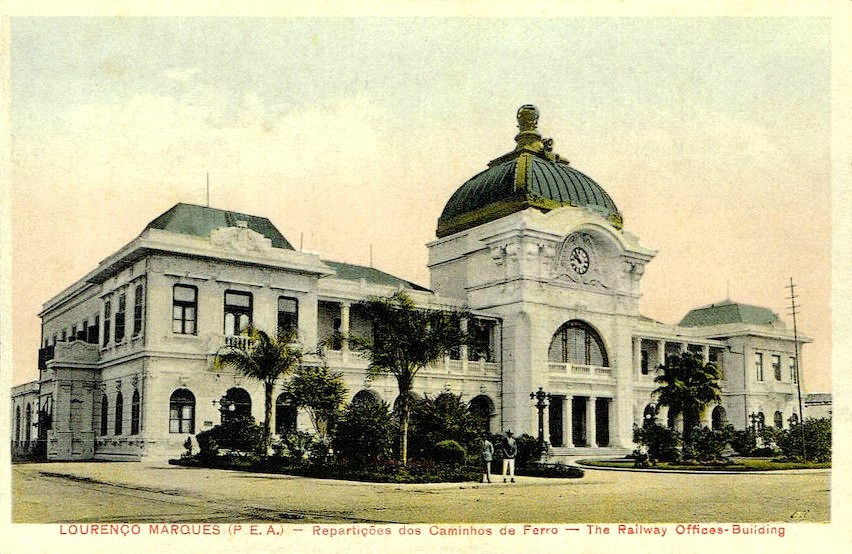
Carte postale, c. 1920.
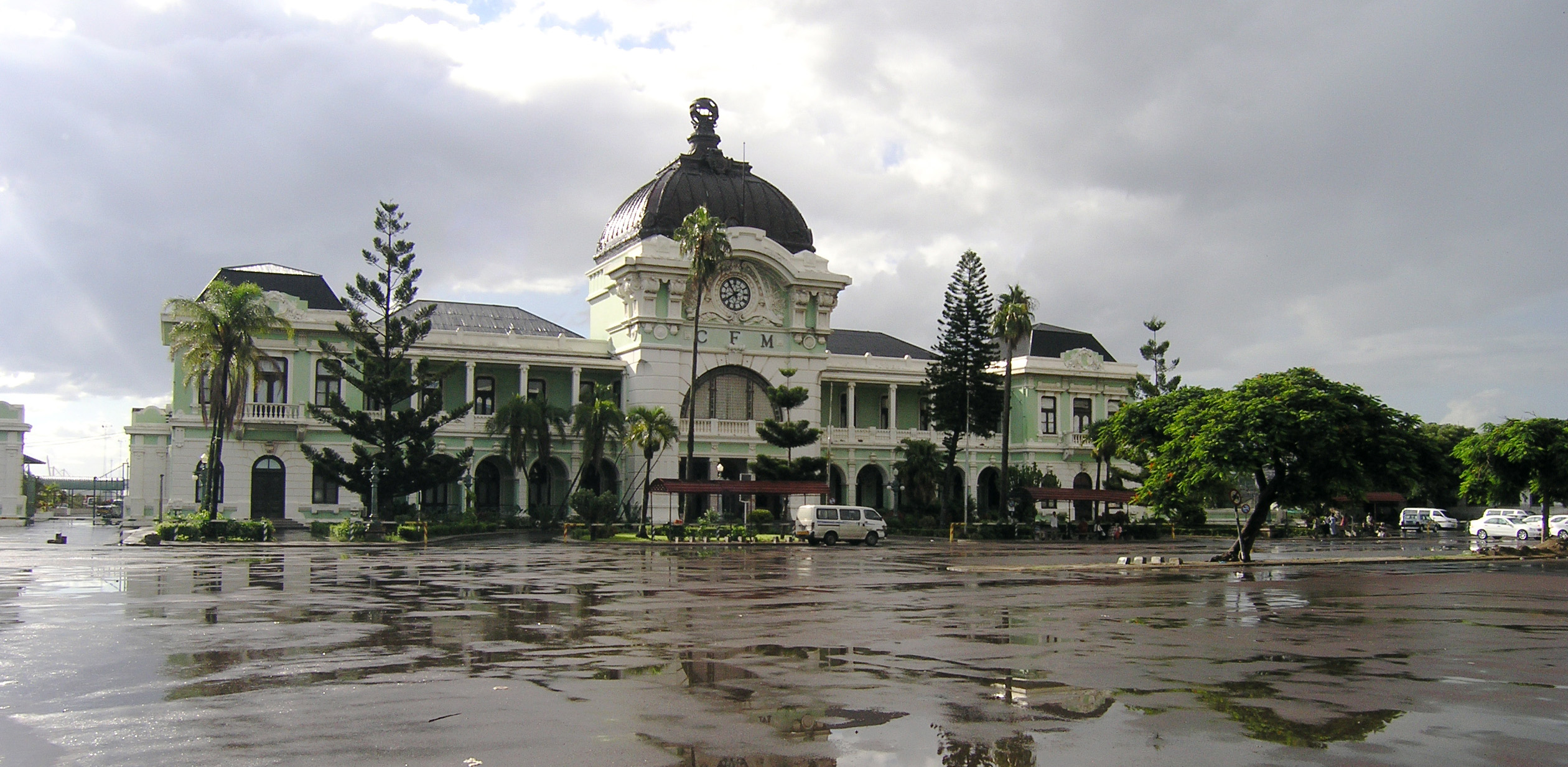
Gare centrale de Maputo, 2005.
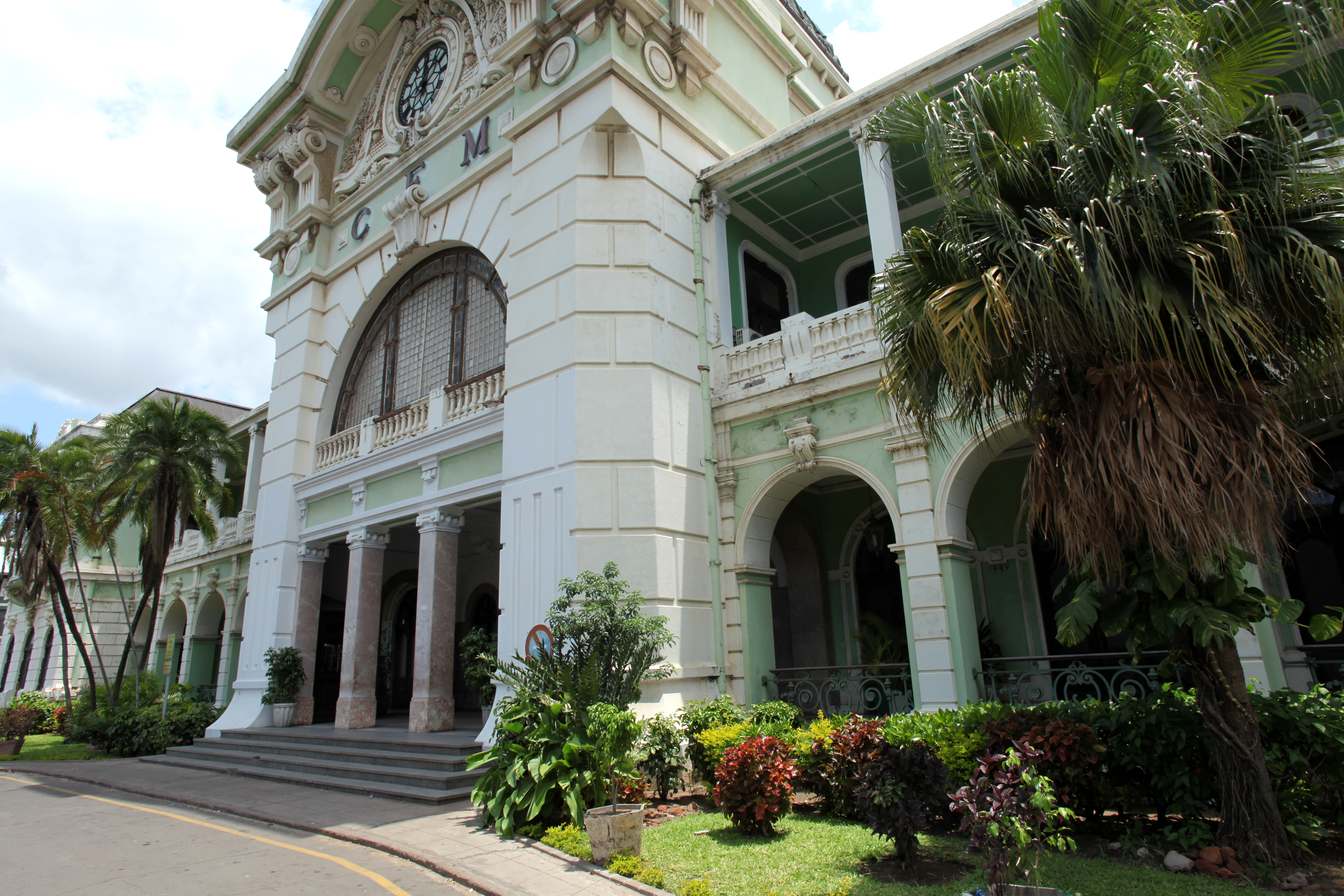
Tour centrale.
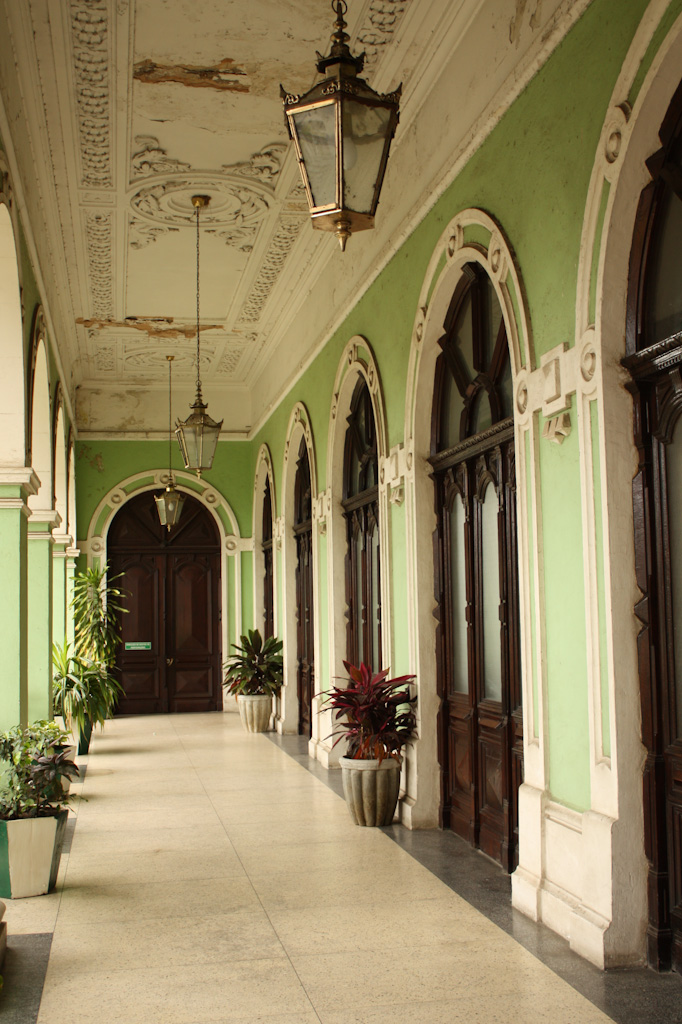
Véranda au deuxième étage.